# 北部省 (黎巴嫩)
北部省（阿拉伯语：‎，羅馬化：Aš Šamāl）是黎巴嫩北部的一個省份，位於地中海沿岸，北鄰敘利亞。面積2024.8平方公里，1997年人口807,204人。首府的黎波里。下分7區。